# Скалярные теории гравитации
Скалярные теории гравитации — общее название для большого числа теорий гравитации, в которой гравитационное поле описывается с помощью скалярного поля. Большинство из них противоречат наблюдениям.

## Ньютоновская теория тяготения
Первой скалярной теорией гравитации была ньютоновская теория тяготения. В этой теории, гравитационное взаимодействие полностью описывается потенциалом {\displaystyle \phi }, который выводится из уравнения Пуассона (с плотностью массы, действующей в качестве источника поля). А именно:
{\displaystyle \Delta \phi =-4\pi G\rho },
где {\displaystyle \Delta } — лапласиан, G — гравитационная постоянная и {\displaystyle \rho } — плотность массы.
Эта теория поля приводит непосредственно к известному закону тяготения 
{\displaystyle F=m_{1}M_{2}G/R^{2}}.

## Дальнейшее развитие
- Первые попытки создания релятивистских (классических) теорий поля тяготения также были скалярными теориями. Гуннар Нордстрём создал две такие теории.
- Теория Калуцы — Клейна предполагает использование скалярного гравитационного поля в дополнение к электромагнитному полю в попытке создать пятимерное объединение гравитации и электромагнетизма. Её обобщение с 5-й переменной составляющей метрики, что приводит к переменной гравитационной постоянной, было впервые предложено Йорданом [1].